# Poka b'jut časy
Poka b'jut časy (Пока бьют часы) è un film del 1976 diretto da Gennadij Vasil'ev.

## Trama
La studentessa Mašen'ka si ritrova nella favolosa città dei lavoratori allegri, che, con l'aiuto di servi e un berretto dell'invisibilità, vengono oppressi dal malvagio re Kropodin I.Prima che i cittadini si liberino finalmente dei loro oppressori, Maša parteciperà a eventi e avventure emozionanti.